# Pheidole subreticulata
Pheidole subreticulata is een mierensoort uit de onderfamilie van de Myrmicinae. De wetenschappelijke naam van de soort is voor het eerst geldig gepubliceerd in 1894 door Emery.